# Wang Shixian
Dit is een Chinese naam; de familienaam is Wang.
Wang Shixian (Chinees: 王适娴; Suzhou (Jiangsu), 13 februari 1990) is een Chinees badmintonster.
In 2005 speelde Wang bij het Chinees juniorenteam en in 2006 bij het tweede seniorenteam. Wang won brons op het wereldkampioenschap badminton bij het enkelspel voor junioren in 2008. Een jaar later won zij goud op het seniorentoernooi China Masters.
Ze staat op de eerste plaats van de wereldranglijst sinds januari 2011. Op het WK badminton in 2011 werd ze in de kwartfinale uitgeschakeld door de Taiwanese Shao Chieh Cheng. 

## Medailles op Olympische Spelen en wereldkampioenschappen
| WK   | Onderdeel         | Resultaat |
| ---- | ----------------- | --------- |
| 2010 | Vrouwen enkelspel | Brons     |